# Monumentaluhr

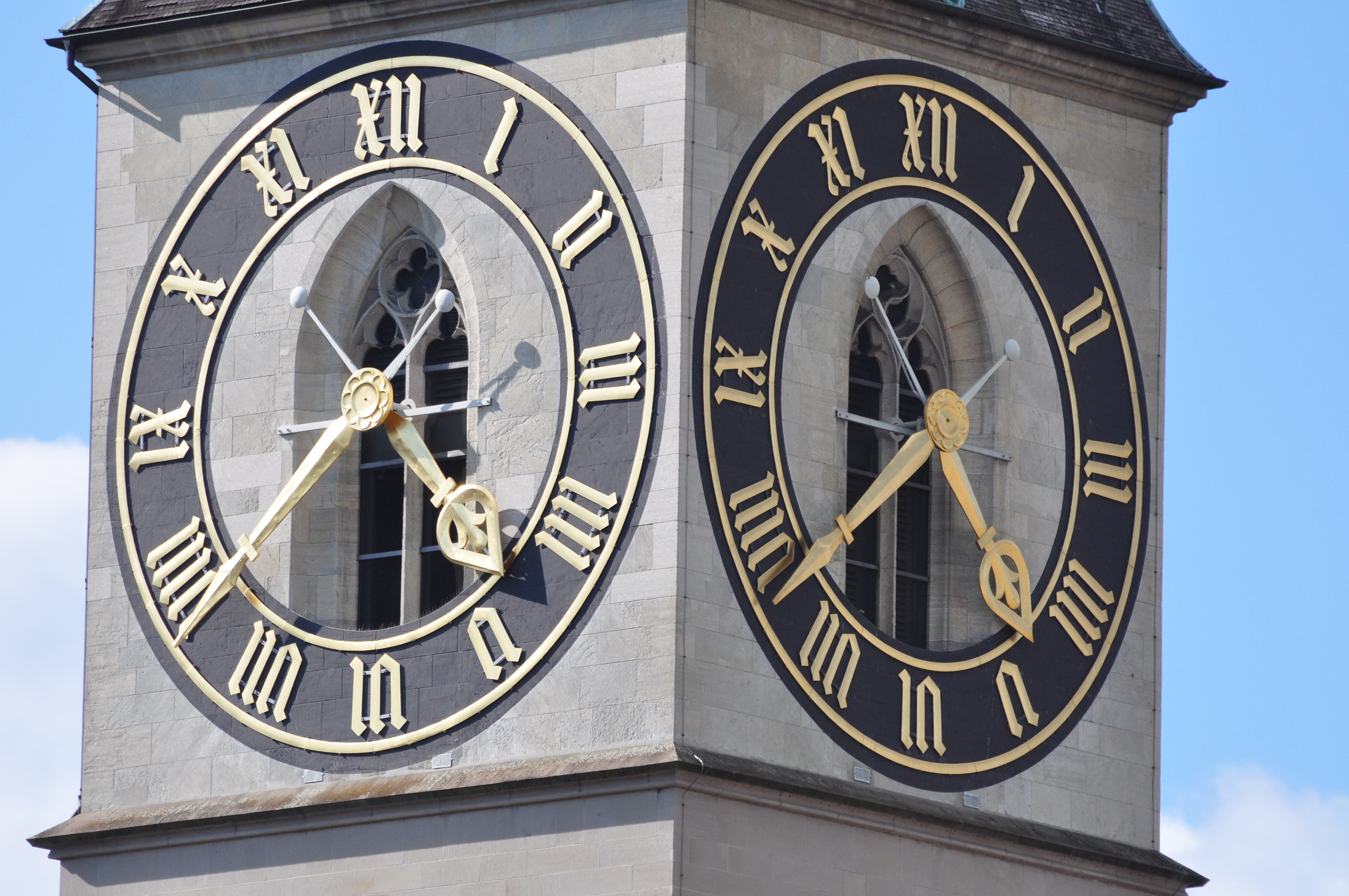
Die Zifferblätter von St. Peter (Zürich)

Bei Monumentaluhren handelt es sich um Uhren mit bemerkenswerter architektonischer Eingliederung an hervorgehobener Stelle in großen Räumen, Kirchen, Rathäusern usw. Herausragende Stücke sind zum Beispiel die Turmuhr(en) am Freiburger Münster, Straßburger Münster, oder an St. Peter (Zürich) sowie am Neues Rathaus (München).
Sie sind häufig mit vielen technischen, astronomischen und astrologischen Funktionen und Figuren ausgestattet.